# 야로슬라브 스코블라
야로슬라브 스코블라(체코어: Jaroslav Skobla, 1899년 4월 16일 - 1959년 11월 22일)는 체코의 역도 선수였다. 그는 1923년 세계 선수권 대회 라이트헤비급에서 금메달을 획득했다. 그는 1924년 올림픽에 출전했지만, 8위에 머물렀다. 스코블라는 헤비급으로 전향했고 1928년 올림픽과 1932년 올림픽에서 각각 동메달과 금메달을 획득했다.
그의 아들 이리 스코블라는 올림픽 포환던지기 선수였다.

## 생애
스코블라는 1921년에 역도를 시작했다.